# Godefried Olenius
Godefried (Bohumír) Olenius O. Praem. (1611 nebo 1613 – 14. listopadu 1682 Zábrdovice) byl římskokatolický kněz, premonstrátský kanovník a v letech 1650–1682 opat kanonie v Zábrdovicích. Jako opat se zasloužil o stavbu nového barokního kostela v Zábrdovicích a o úpravy poutního kostela ve Křtinách. Spolupracoval s Tomášem Pešinou z Čechorodu na jeho díle Mars moravicus, sám byl i literárně činný.